# Woman from Tokyo/Super Trouper
Woman from Tokyo/Super Trouper è un singolo dei Deep Purple pubblicato nel 1973 negli USA.

## Storia
La canzone Woman from Tokyo venne registrata a Roma nel luglio del 1972 utilizzando il Rolling Stones Mobile Studio. Pubblicata nel 1973, è l'ultimo singolo della formazione Mark II del gruppo sino al 1984.
 Il brano è stato riproposto spesso nei concerti dopo la ricostituzione del gruppo nel 1984.

## Tracce
Lato A
1. Woman From Tokyo – 2:56 (Ritchie Blackmore, Ian Gillan, Roger Glover, Jon Lord, Ian Paice)

Lato B 
1. Super Trouper – 2:56 (Ritchie Blackmore, Ian Gillan, Roger Glover, Jon Lord, Ian Paice)